# 3086 Kalbaugh
3086 Kalbaugh (1980 XE) là một tiểu hành tinh vành đai chính bên trong được phát hiện ngày 4 tháng 12 năm 1980 bởi E. Bowell ở Flagstaff (AM).